# SABIC
SABIC (Saudi Basic Industries Corp) este o companie petrochimică și de producție diversificată înființată în anul 1976, cu sediul la Riyadh, Arabia Saudită. Statul saudit deține 70% din acțiunile companiei iar restul de 30% sunt deținute de investitori privați și tranzacționate la bursa Tadawul. Compania are clienți în 100 de țări din întreaga lume.
Sabic a început să producă oțel din anul 1983.
Număr de angajați în 2008: 30.000
Cifra de afaceri în 2007: 126,2 miliarde Riali saudiți
Venit net în 2007: 27 miliarde Riali saudiți